# MCAS

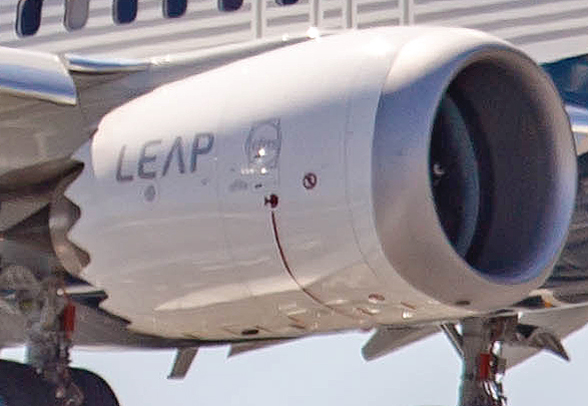
Boeing 737-9 MAX met CFM LEAP-1B PAS-motor

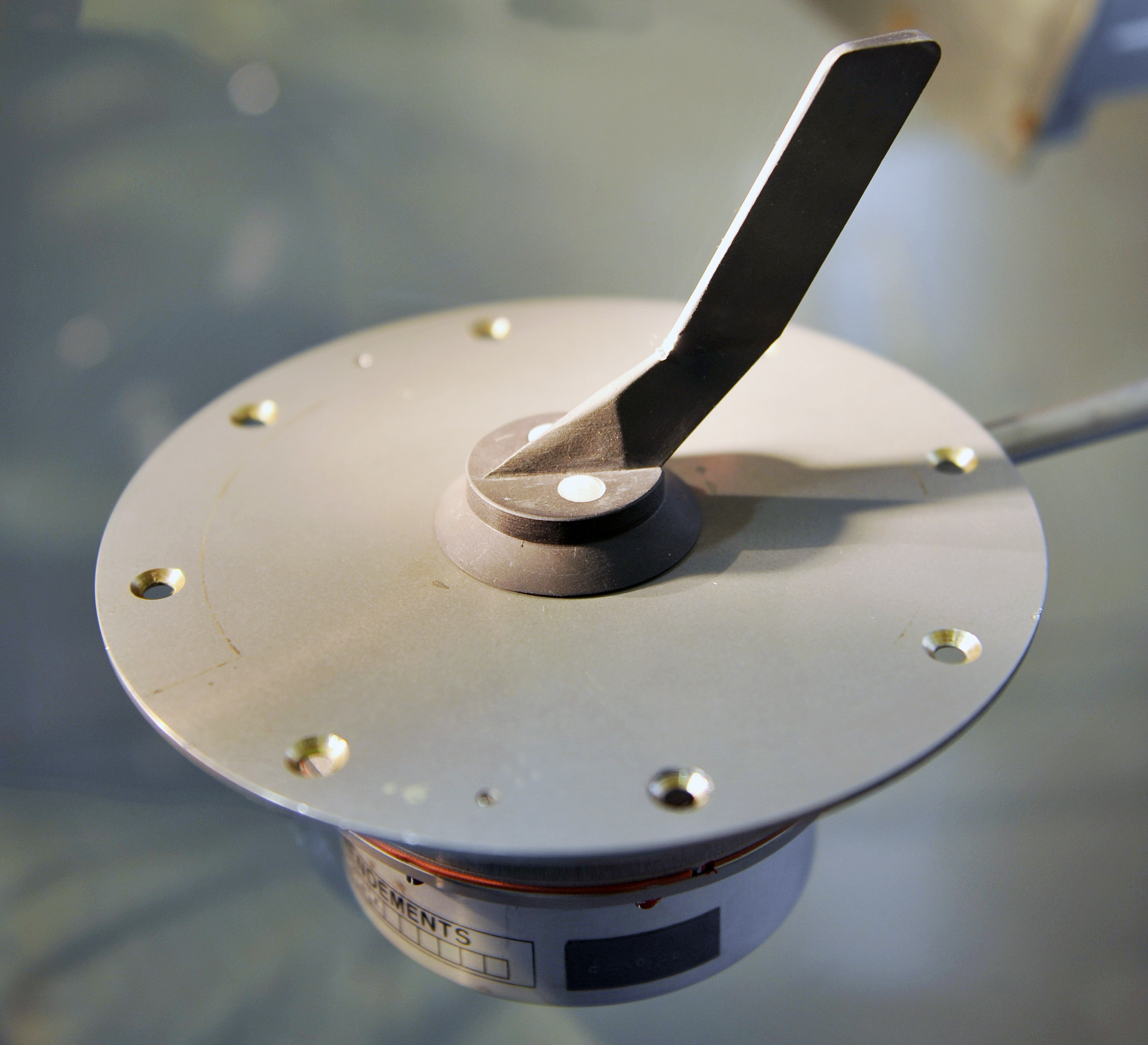
Invalshoek (AoA)-sensor

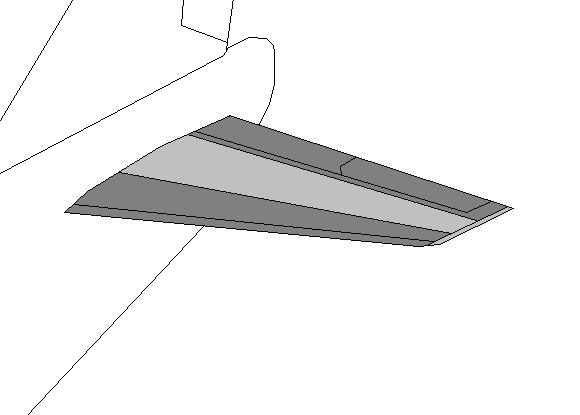
Stabilo (met hoogteroer aan de achterzijde)

Het Maneuvering Characteristics Augmentation System, MCAS is een door Boeing ontwikkeld automatisch systeem dat de invalshoek van een vliegtuig bijstuurt door de neus van een vliegtuig naar beneden te duwen.
Het systeem kwam in opspraak door zijn rol in twee dodelijke vliegtuigcrashes van de Boeing 737 MAX, de crash van Lion Air-vlucht 610 in 2018 en de crash van Ethiopian Airlines-vlucht 302 in 2019. Bij onderzoek naar de oorzaak van beide ongelukken kwam naar boven dat het incorrect ingrijpen van het MCAS-systeem de oorzaak van beide ongelukken was. De 737 MAX werd daarna wereldwijd aan de grond gehouden.

## Nieuwe motoren
Bij de ontwikkeling van de 737 MAX besloot Boeing dezelfde zuinigere motoren die Airbus gebruikte in zijn nieuwe A320neo, de LEAP-motoren van CFM International, te gebruiken. Om deze nieuwe grotere en sterkere motoren te kunnen gebruiken moest het vliegtuig aangepast worden. De ontwerpers plaatsten de motoren verder naar voren en veranderden de vorm van de vleugel. De grotere geleverde stuwkracht en de plaatsing van de motoren leverden problemen op bij de besturing van het vliegtuig onder bepaalde omstandigheden.
Bij hoge invalshoeken (AoA, angle of attack) van ongeveer 14° genereren de grotere en meer naar voren geschoven motoren van de MAX-vliegtuigen een ongewenst "pitchup"-effect. De besturing van het vliegtuig werd daardoor moeilijker en de kans op een overtrek groter. Daarom ontwikkelde Boeing het Maneuvering Characteristics Augmentation System. Het systeem werd voor het eerst toegepast in de Boeing KC-46 Air Force-tanker, een militair vliegtuig, en trimt de horizontale stabilo in de staart om zodoende de neus van het vliegtuig naar beneden te duwen en de invalshoek te verkleinen.
Boeing wilde echter vermijden dat piloten bijkomende trainingen zouden moeten volgen in de vliegsimulator, en was er alles aan gelegen om dit te voorkomen. Daarom werd de aanwezigheid van het MCAS-systeem verborgen gehouden in de instructieboeken van het MAX-vliegtuig.
Bij de crashes van Lion Air en Ethiopian Airlines werd het MCAS geactiveerd door een foutieve indicatie van de invalshoek (AoA)-sensor aan de romp van het vliegtuig. In tegenstelling tot de Boeing KC-46 zat er in de MAX maar één sensor die het MCAS aanstuurde.

## De procedure
Tijdens de certificatie van de MAX in 2017 liet Boeing een beschrijving van het MCAS in de documentatie achterwege zodat de piloten niet op de hoogte waren van deze nieuwe hard- en software in het vliegtuig. Twaalf dagen na het eerste ongeval van Lion Air maakte Boeing publiekelijk het MCAS bekend in een bericht aan luchtvaartmaatschappijen en merkte op dat het systeem werkt ‘zonder input van de piloot’. Ze stelden een nieuwe procedure in werking maar toch stortte kort daarna het vliegtuig van Ethiopian Airlines neer.
De FAA liet weten dat Boeing een software-update zou leveren voor het MCAS tegen april 2020. Boeing gaf toe dat het MCAS een rol speelde bij beide ongevallen en stelde dat het géén anti-overtreksysteem was.
Na het twee jaar durende wereldwijd aan de grond staan van de 737 MAX keurde een FAA-luchtwaardigheidsrichtlijn in 2020 ontwerpwijzigingen goed voor het MAX-vliegtuig. Hierbij is input van twee AoA-sensoren nodig om het MCAS te activeren. Het systeem zal niet meer herhaaldelijk geactiveerd worden en de piloten kunnen het indien nodig overrulen. De FAA zal voor elk vliegtuig een luchtwaardigheidscertificaat afleveren na afloop van een AoA-sensorsysteemtest en een testvlucht. De FAA eiste ook dat alle piloten van de Boeing 737 MAX een MCAS-gerelateerde training in de vliegsimulator zouden volgen.
Het vliegverbod is inmiddels opgeheven in de VS, Brazilië en Canada. Ook de EASA zette begin 2021 het licht op groen voor de terugkeer van de 737 Boeing MAX in het Europese luchtruim.